# Giovanni Kminek-Szedlo
Giovanni Kminek-Szedlo (12. dubna 1828, Praha – 24. listopadu 1896, Bologna), původním jménem Jan Kmínek-Szedlo, byl italský egyptolog českého původu činný v muzeu v Boloni.

## Život
Studoval na filozofické fakultě univerzity v Praze, v revolučním roce 1848 byl pro svou účast v bojích na barikádách nuceně odveden do armády. V Itálii z vojska vystoupil, změnil své české jméno na italské a v roce 1868 se usadil v Bologni, kde se začal věnovat samostudiu egyptologie. Po založení tamního městského muzea v roce 1871 pečoval o jeho egyptské sbírky. Jako průvodce muzeem vydal v roce 1876 své první dílo Velký sarkofág Městského muzea v Boloni, které bylo odbornou veřejností příznivě přijato. V roce 1878 byl jmenován docentem egyptologie na boloňské univerzitě.
Jeho hlavním dílem je zpracování a publikace souborného katalogu egyptské sbírky boloňského muzea, který byl vydán v roce 1895.